# كول ميلر
كول ميلر (بالإنجليزية: Cole Miller) هو فنان قتال مختلط أمريكي، ولد في 26 أبريل 1984 في أوغستا في الولايات المتحدة.

## وصلات خارجية
- كول ميلر على موقع شيردوغ (الإنجليزية)
- كول ميلر على موقع IMDb (الإنجليزية)